# دریمیا ماریتیما

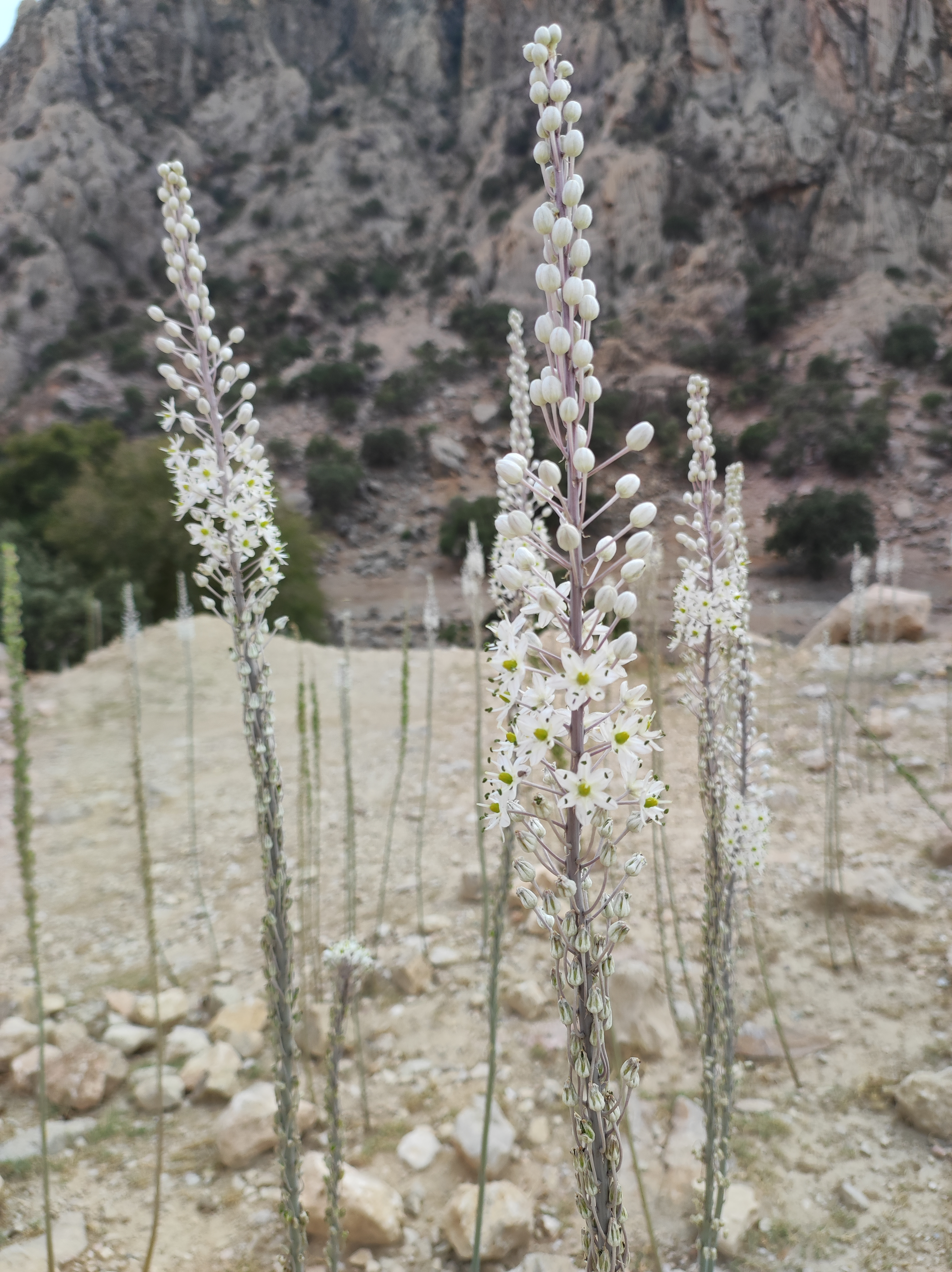
دریمیا مارتیما، استان فارس

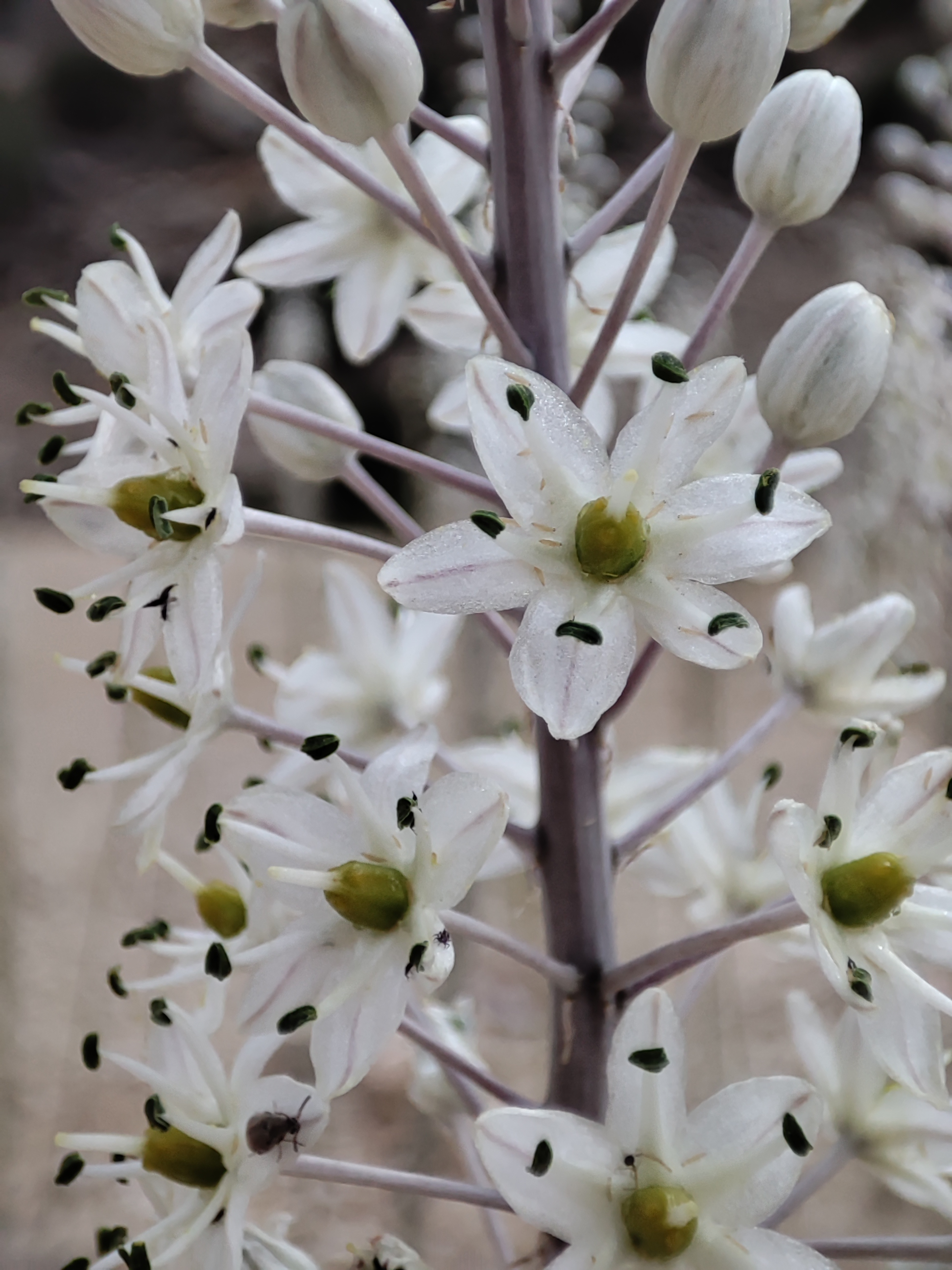
دریمیا مارتیما، استان فارس

پیاز عنصل یا دریمیا ماریتیما (نام علمی: Drimia maritima) نام یک گونه از تیره مارچوبگان است.

## نگارخانه

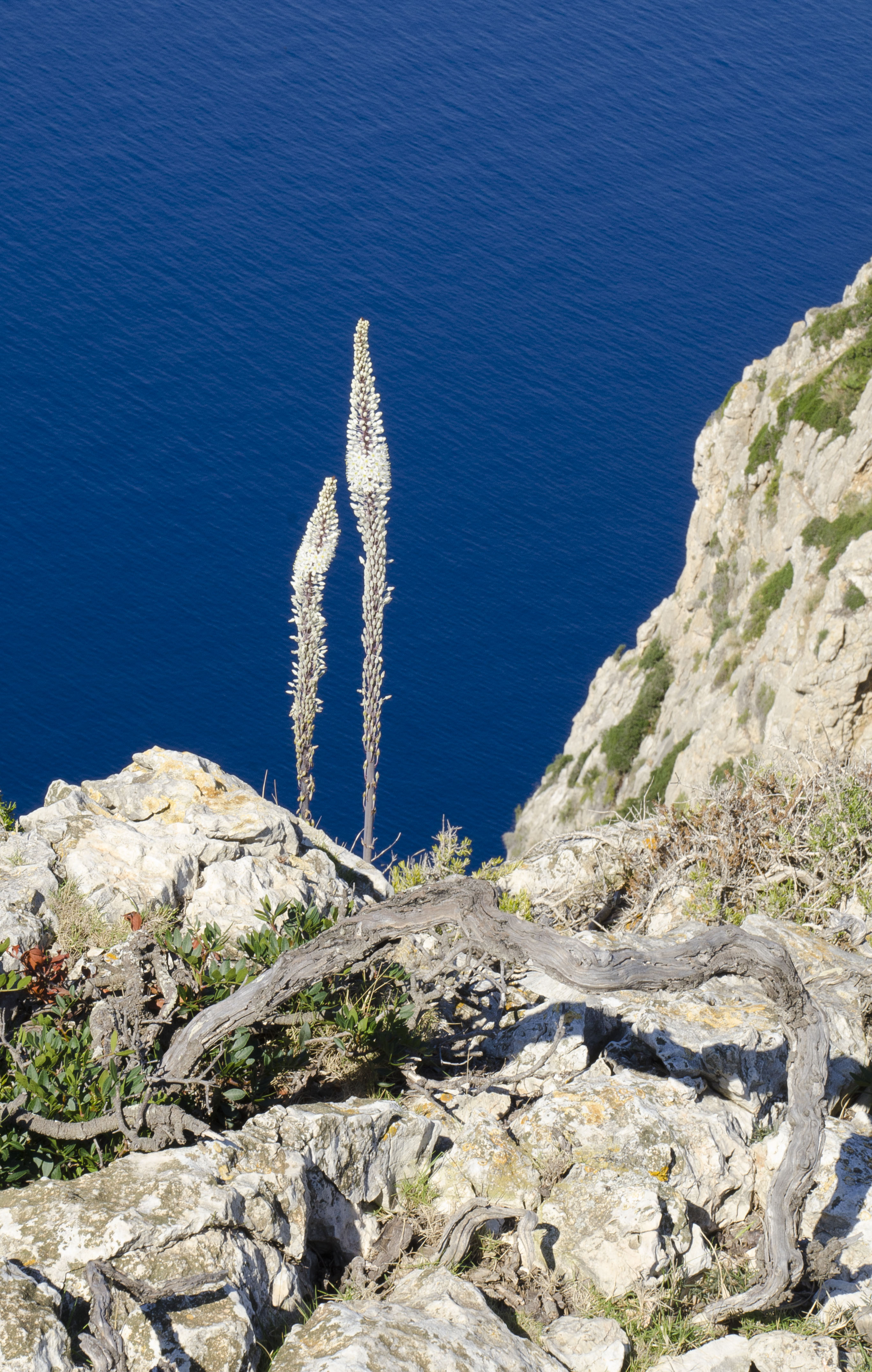
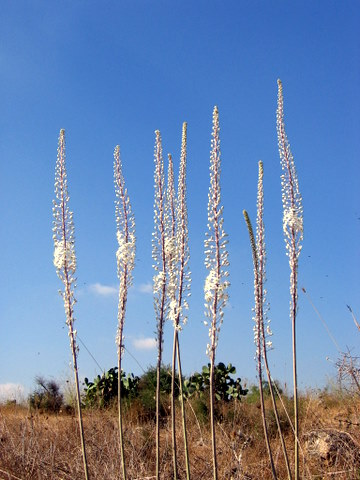
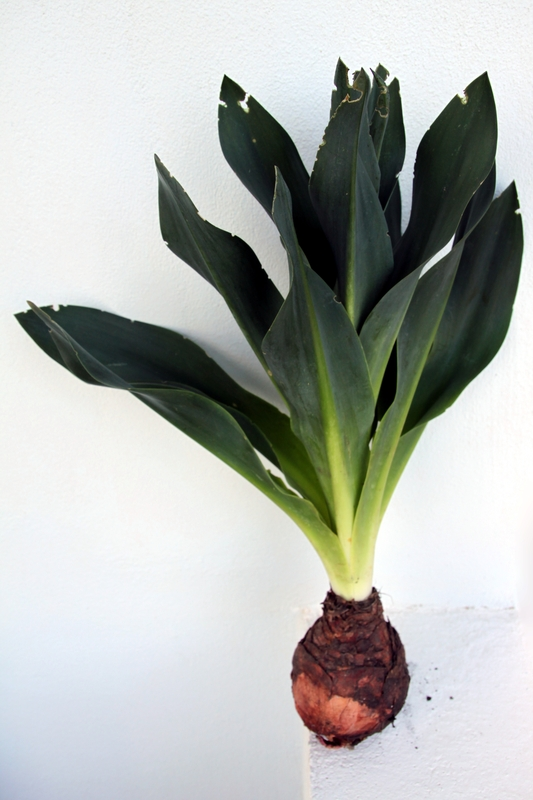
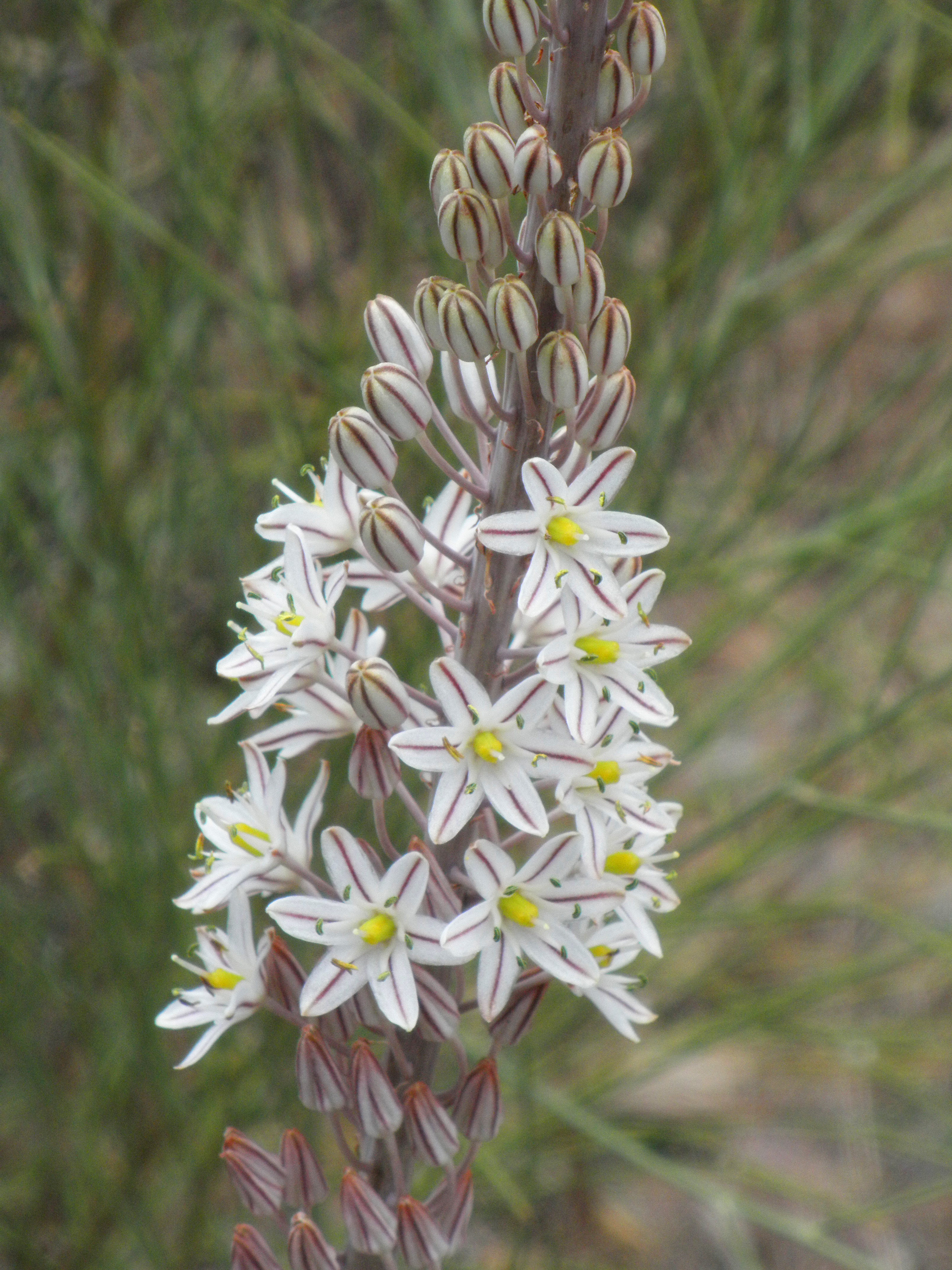
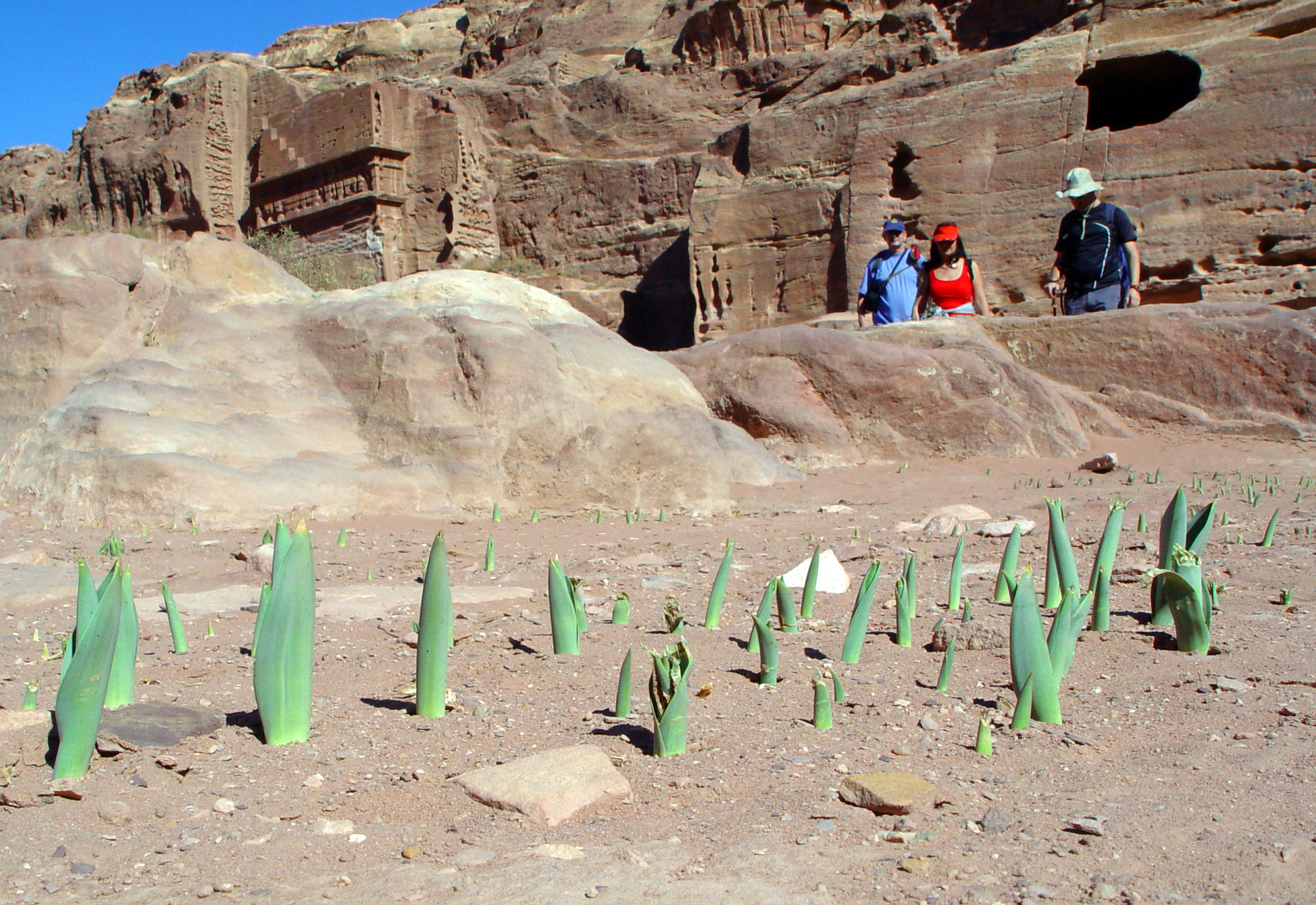
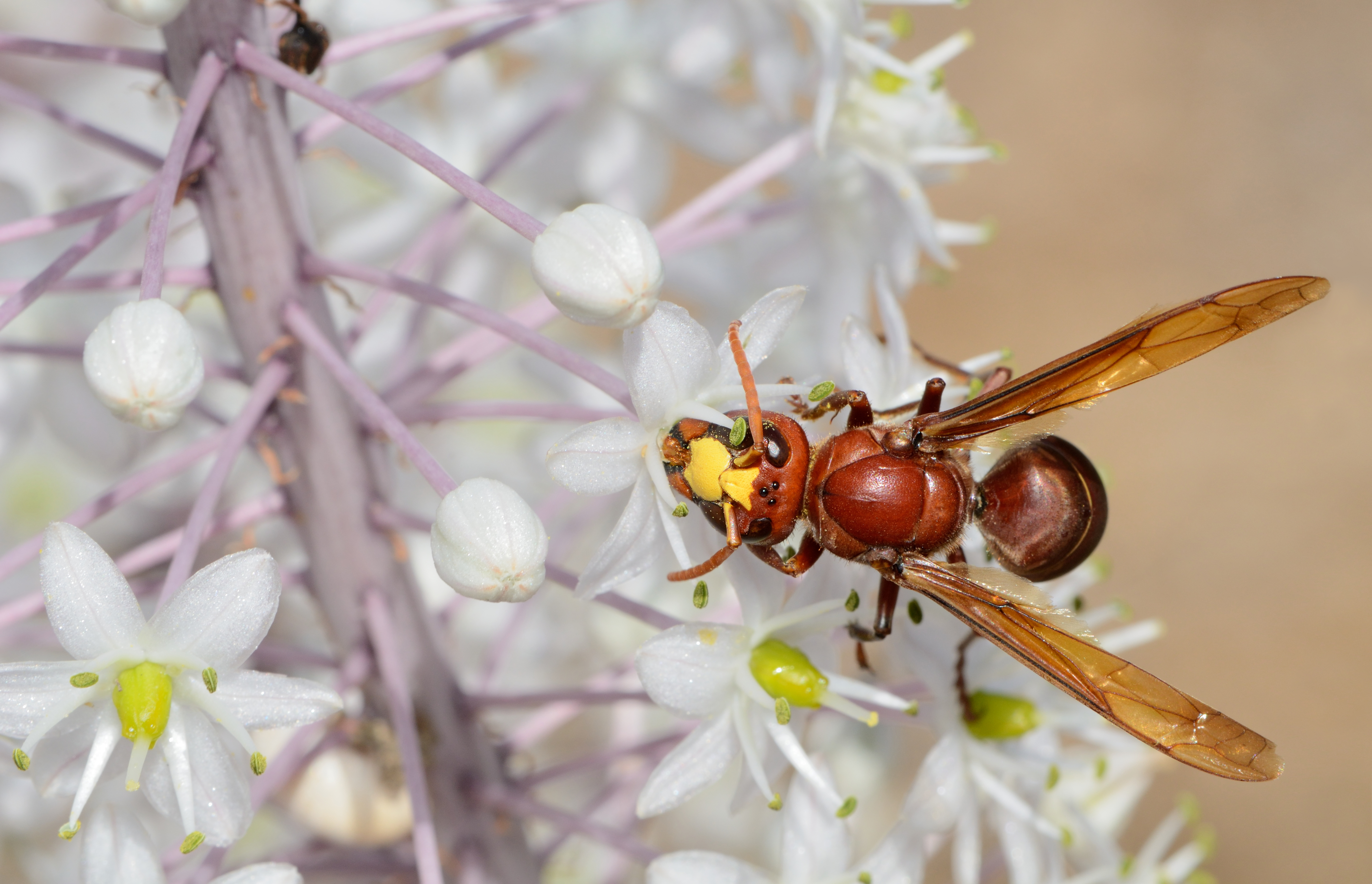
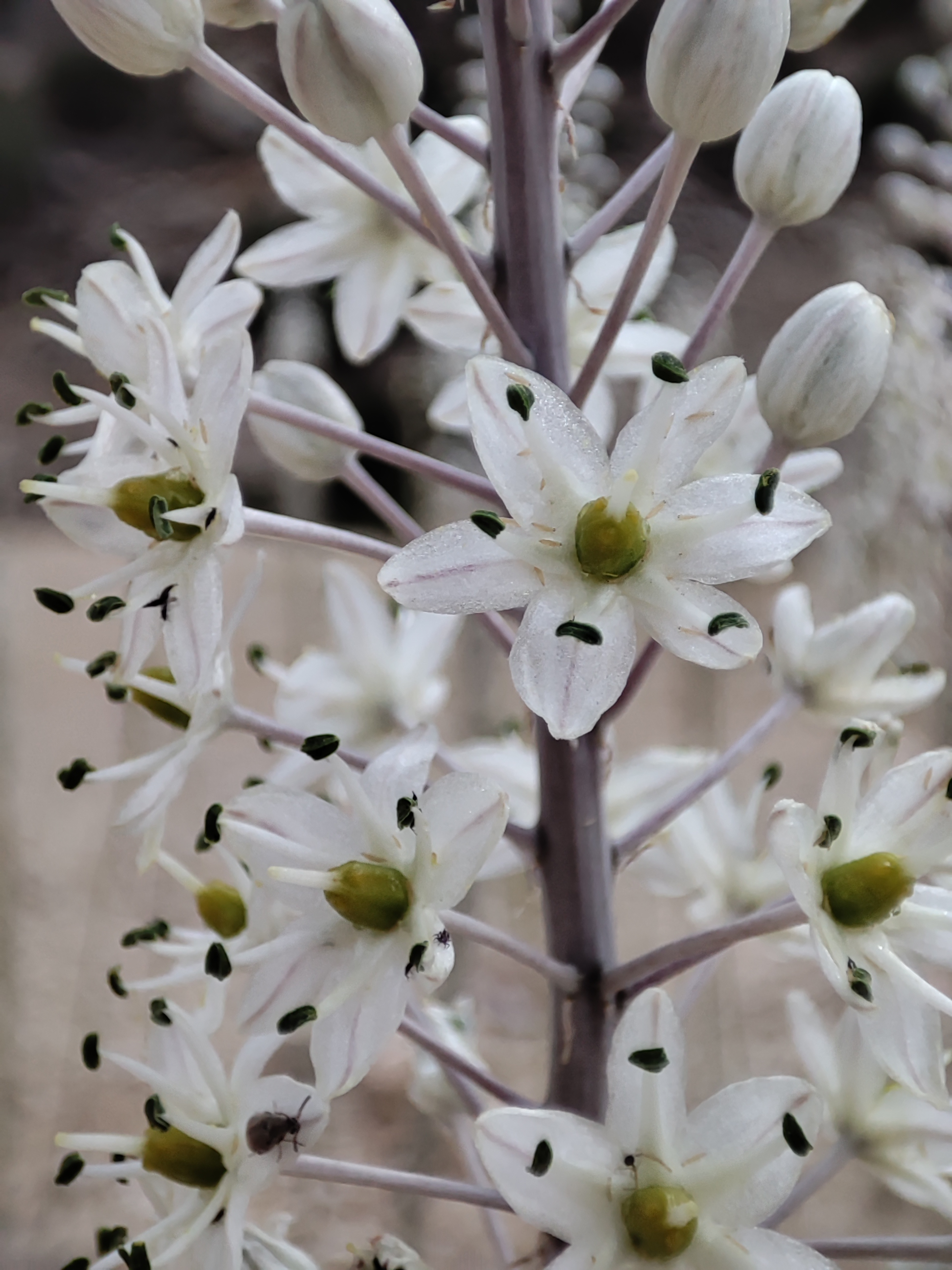
دریمیا مارتیما، استان فارس
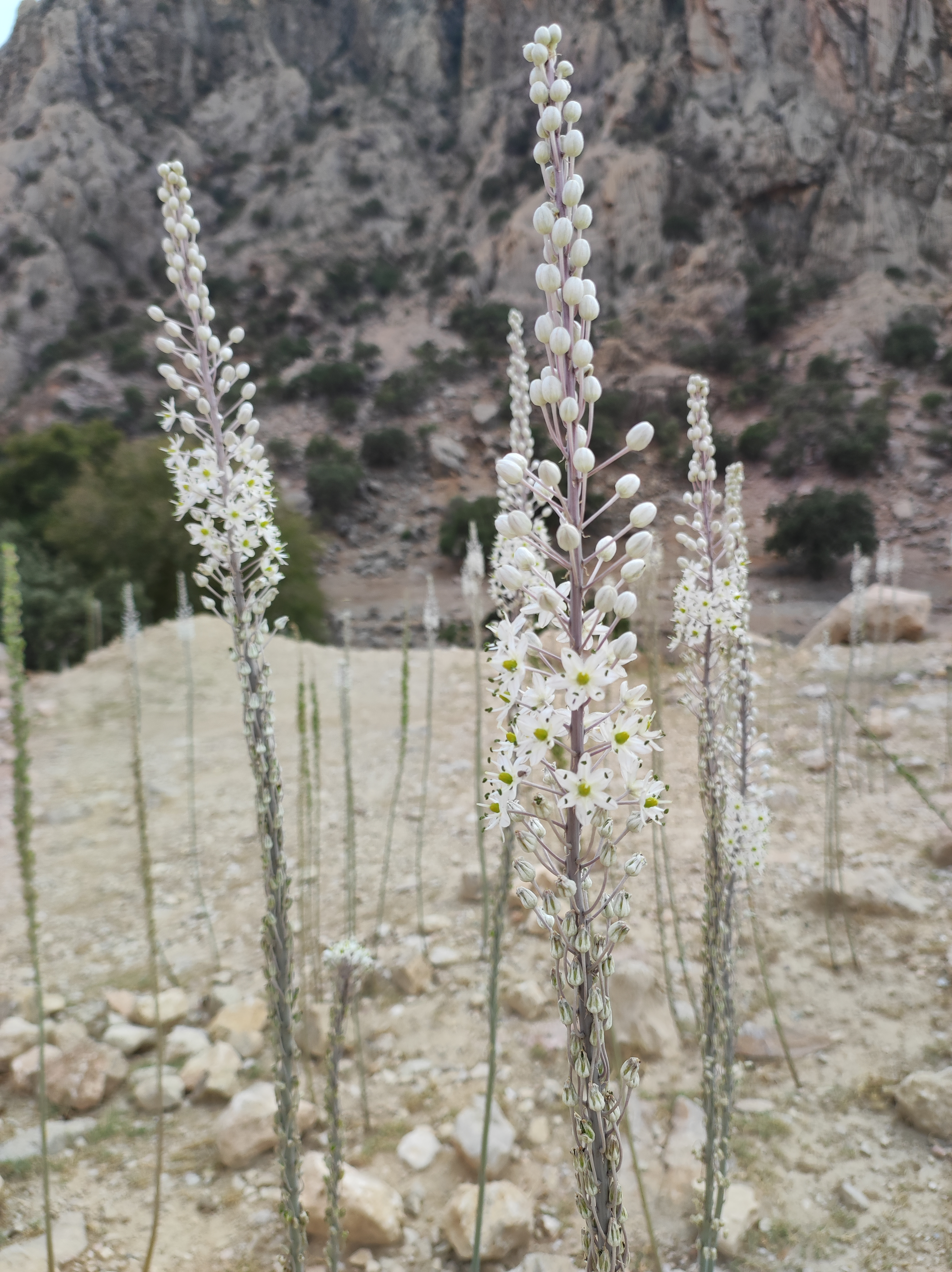